# Realms of Chaos
Realms of Chaos è un videogioco a piattaforme ad ambientazione fantasy, sviluppato e pubblicato da Apogee Software nel 1995. È l'ultimo gioco a piattaforme a 2 dimensioni prodotto dalla casa texana.

## Trama
Ambientato nel fantastico mondo di Mysteria, in Realms of Chaos si vivono le avventure di Endrick e Elandra, fratello e sorella, impegnati a salvare il loro mondo da male oscuro che ha tramutato tutti gli abitanti in mostri feroci.

## Modalità di gioco
Nel gioco si possono controllare (a turno) entrambi i protagonisti, selezionandoli con la pressione di un tasto in qualunque momento. Endrick è un guerriero dotato di attacco corpo a corpo e maggiori punti vitali; la sorella Elandra una maga, dotata di attacco a distanza ma più debole (i due personaggi hanno la barra della vita indipendente uno dall'altro). Sta al giocatore, a seconda della situazione di gioco, selezionare il personaggio adatto al momento opportuno.
Il gioco, seguendo il cosiddetto modello Apogee, è suddiviso in tre episodi; il primo è ottenibile gratuitamente, gli altri due devono essere pagati. Gli episodi sono:
- Revolt of the Mryaal
- The Goblin Plague
- Foray into Fire

## Sviluppo
Inizialmente il gioco era stato concepito come seguito di Paganitzu, e intitolato Paganitzu II: The Bloodfire Pendant. Inoltre era stato programmato in EGA, e solamente in seguito convertito in VGA a 256 colori: questo portò il tempo di sviluppo a 3 anni di lavoro.